# دانشگاه اقتصاد کراکوف
دانشگاه اقتصاد کراکوف (لهستانی: Uniwersytet Ekonomiczny w Krakowie) که با نام‌های اختصاری UEK و CUE هم شناخته می‌شود، یکی از پنج دانشگاه علم اقتصاد در لهستان است که در سال ۱۹۲۵ پایه‌گذاری شد و بزرگترین دانشگاه اقتصاد در این کشور است. این دانشگاه سومین دانشگاه بزرگ لهستان هم هست. هدف این دانشگاه همانگونه که از شعارِ لاتین آن پیداست، «شناختِ علل و ارزش همه‌چیز» (Rerum cognoscere causas et valorem)، ارائه آموزش همگانی و گردآوری دانش عمومی و حرفه‌ای از سرشت نظری و روش‌شناختی است. پردیس این دانشگاه ۱۷-جریب-فرنگی (۶۹٬۰۰۰-متر-مربع) وسعت دارد و در مجاورت «ناحیهٔ قدیمی تاریخی و قرون وسطایی» کراکوف واقع شده و دسترسی به آنچه با پایِ پیاده و چه با وسایل نقلیهٔ عمومی، آسان است. این دانشگاه هفت مرکز آموزشی دورافتاده، در شهرهای دیگرِ این ناحیه از لهستان دارد.